# František Kaberle
František Kaberle, född 8 november 1973 i Kladno, Tjeckoslovakien, är en tjeckisk före detta professionell ishockeyback som senast spelade för HC Plzeň i Extraliga. Kaberle valdes av Los Angeles Kings i tredje rundan i 1999 års NHL-draft som 76:e spelare totalt. Säsongen 2005–2006 vann Kaberle Stanley Cup med Carolina Hurricanes.
Kaberle spelade fyra säsonger för Modo Hockey i Elitserien åren 1995–1999.
František Kaberle är äldre bror till Tomáš Kaberle som spelar i Montreal Canadiens.

## Internationellt
Kaberle har spelat flera internationella turneringar med det tjeckiska landslaget och vunnit fem VM-guld – 1996, 1999, 2000, 2001 och 2005. 2006 vann han en bronsmedalj i OS i Turin.

## Spelarkarriär
- HC Kladno 1991–1995, 2004–2005, 2009–2010
- Modo Hockey 1995–1999, 2004–2005
- Los Angeles Kings 1999–2000
- Atlanta Thrashers 2000–2004
- Carolina Hurricanes 2005–2009
- HC Pardubice 2010–2011
- HC Plzeň 2011–2012